# Nikkel-metalhydrid-akkumulator
En nikkel-metalhydrid-akkumulator (NiMH – Nikkel Metal Hydrid) er en type genopladeligt batteri.
Batteritypen er særlig populær til brug i digitalkameraer, da de kan tåle høj belastning og stadig yde godt,
i modsætning til almindelige alkaline batterier, hvis ydeevne reduceres kraftigt ved brug af krævenede enheder.
Selvom NiMH batterier kan yde bedre i f.eks. digitalkameraer og discmans osv., aflader de sig ret meget; 5-10% den første dag

og stabiliserer sig ved 0,5-1% per dag ved stuetemperatur. Derfor vil man eks. opleve en dårlige ydeevne ved brug i fjernbetjeninger osv.
NiMH batterier kan oplades uanset, hvor opladede de stadig er; f.eks. vil batterierne kunne oplades ved 69%
imens en meget lignende type akkumulator, NiCd skal aflades 100% før de kan oplades igen.

## Test af NiMH og levetid
Der er flere akkumulatoregenskaber, der kan testes for og som ændrer sig med akkumulatorens alder, og hvor meget akkumulatoren er blevet brugt – nogle af de vigtige er:
- Indre modstand
- Kapacitet
- Selvafladning (varierer med temperaturen)

For NiMH gælder det, at alle ovenstående parametre forværres betydeligt efter ca. 300 afladninger og opladninger.

Ligesom med andre akkumulatortyper forringes levetiden betydeligt, hvis en eller flere celler lades den forkerte vej f.eks. pga. for stor afladning af en serieforbundet cellepakke. Dette kan modvirkes ved at indbygge et BMS, som overvåger hver enkelt celle, i akkumulatorpakken.